# Playing Possum
Playing Possum – album muzyczny Carly Simon z kwietnia 1975 roku wydany przez wytwórnię płytową Elektra Records. Producent Richard Perry. Album doczekał się 25 października 1990 reedycji CD: label Elektra/WEA 1033-2; ASIN B000002GXW.

## Lista utworów
| 1.  | After the Storm        | 2:47  |
|     |                        |       |
| 2.  | Love Out in the Street | 3:40  |
|     |                        |       |
| 3.  | Look Me in the Eyes    | 3:34  |
|     |                        |       |
| 4.  | More & More            | 4:02  |
|     |                        |       |
| 5.  | Slave                  | 3:54  |
|     |                        |       |
| 6.  | Attitude Dancing       | 3:52  |
|     |                        |       |
| 7.  | Sons of Summer         | 3:05  |
|     |                        |       |
| 8.  | Waterfall              | 3:31  |
|     |                        |       |
| 9.  | Are You Ticklish       | 2:26  |
|     |                        |       |
| 10. | Playing Possum         | 3:57  |
|     |                        |       |
|     |                        | 34:48 |
|     |                        |       |

## Twórcy
- Abigale Haness - wokal wspierający
- Alan Estes - instrumenty perkusyjne
- Alvin Robinson - gitara
- Andrew Gold - gitara, perkusja, tamburyn
- Andy Newmark - perkusja, instrumenty perkusyjne
- Billy Mernit - pianino
- Carly Simon - gitara elektryczna, gitara akustyczna, pianino, wokal prowadzący, wokal wspierający
- Carole King - wokal wspierający
- Carolyn Willis - wokal wspierający
- Clydie King - wokal wspierający
- Derrek Van Eaton - skrzypce, flet
- Dr. John - gitara, pianino, instrumenty klawiszowe
- Eddie Bongo - kongi
- Emil Richards - instrumenty perkusyjne
- Fred Staehle - instrumenty perkusyjne
- Irving Cottler - perkusja
- Ivy Cottler - perkusja
- James Newton Howard - instrumenty klawiszowe, pianino
- James Taylor - gitara elektryczna, gitara akustyczna, wokal wspierający
- Jeff Baxter - gitara
- Jim Gordon - perkusja
- Joe Mondragon - gitara basowa
- Julia Tillman Waters - wokal wspierający
- Kenny Moore - wokal wspierający
- Klaus Voormann - gitara basowa
- Lee Ritenour - gitara elektryczna, gitara akustyczna, mandolina
- Leland Sklar - gitara basowa, perkusja
- Liza Strike - wokal
- Lon & Derrek VanEaton - syntezator, sitar
- Lon VanEaton - klarnet, flet, sitar
- Maxine Willard Waters - wokal wspierający
- Richard Perry - tamburyn
- Ringo Starr - perkusja
- Rita Coolidge - wokal wspierający
- Rodney Richmond - wokal wspierający
- Russ Kunkel - perkusja
- Sneaky Pete Kleinow - pedal steel
- Tommy Morgan - harmonijka ustna
- Trevor Lawrence - saksofon altowy
- Vini Poncia - wokal wspierający
- Willie Weeks - gitara basowa